# 基恩 (加利福尼亞州)
基恩（英語：Keene）是位於美國加利福尼亞州克恩縣的一個人口普查指定地區。

## 地理
基恩的座標為35°13′25″N 118°33′44″W / 35.22361°N 118.56222°W，而該地最高點為海拔高度793米（即2602英尺）。

## 人口
根據2010年美國人口普查的數據，基恩的面積為25.034平方千米，當中陸地面積為25.020平方千米，而水域面積為0.014平方千米。當地共有人口431人，而人口密度為每平方千米17人。